# Tour de France 2015/4. Etappe
Die 4. Etappe der Tour de France 2015 fand am 7. Juli 2015 statt und führte von Seraing über 223,5 Kilometer nach Cambrai durch Belgien und Frankreich. Es gab eine Bergwertung der 4. Kategorie nach 53 Kilometern und einen Zwischensprint nach 137 Kilometern. Besonderheit dieser längsten Etappe der Tour 2015 waren insgesamt sieben Pavé-Abschnitte mit einer Gesamtlänge von 13,3 Kilometern, sechs davon auf den letzten 46 Kilometern. Die vierte Etappe zählte als mittelschwere Etappe. Es gingen 191 Fahrer an den Start.

## Rennverlauf
Nach dem Start des Rennens bildete sich eine Spitzengruppe bestehend aus Lieuwe Westra (Astana), Thomas De Gendt (Lotto Soudal), Perrig Quéméneur (Europcar) und Frédéric Brun (Bretagne-Séché Environnement). Vor der ersten und einzigen Bergwertung des Tages hatten die vier Fahrer bereits über acht Minuten Vorsprung auf das Feld, das nur wenig Nachführarbeit leistete. Die Bergwertung entschied De Gendt für sich, er erhielt einen Punkt. Im Hauptfeld übernahm nun die Mannschaft Giant-Alpecin die Führung, um die Siegchance für John Degenkolb zu wahren. Später übernahmen auch andere Teams die Nachführarbeit, sodass der Vorsprung der Ausreißer zu schwinden begann. Bei der Einfahrt auf den ersten Kopfsteinpflaster-Abschnitt lagen sie nur noch eine Minute vor dem Feld, konnten sich aber im weiteren Verlauf zunächst vorn behaupten. Vor dem Zwischensprint lagen sie wieder mit drei Minuten im Führung.
In den nächsten Pavé-Abschnitten kam es wiederholt zu kleineren Stürzen und Defekten, die Mannschaften der Tourfavoriten platzierten sich vorn im Feld, um ihre Kapitäne zu schützen. Das Hauptfeld wurde mehrmals auseinandergerissen. Die Astana-Mannschaft um Vincenzo Nibali fuhr ein hohes Tempo auf dem Kopfsteinpflaster und konnte sich auch kurz etwas von den Konkurrenten absetzen. Die Ausreißer wurden schnell eingeholt. Der Vorjahresdritte Thibaut Pinot fiel aus der vordersten Gruppe zurück und verlor viel Zeit auf seine Konkurrenten.
Wenige Kilometer vor dem Ziel waren noch einige Sprinter vorn vertreten, unter anderem Mark Cavendish und Peter Sagan. 3,3 Kilometer vor dem Ziel attackierte Tony Martin mit dem Ziel, Chris Froome das Gelbe Trikot abzunehmen. Martin konnte einen Vorsprung von drei Sekunden ins Ziel bringen, womit er das Gelbe Trikot übernahm und durch zusätzliche Zeitbonifikationen einen Vorsprung von zwölf Sekunden auf Froome in der Gesamtwertung aufbaute. Zweiter hinter Martin wurde John Degenkolb, dahinter Peter Sagan.

## Pavé-Sektoren
Auf der Strecke wurde sieben Pavé-Sektoren mit einer Gesamtlänge von 13,3 Kilometern befahren.
| Nummer | Pavé-Sektor                     | Kilometer vom Start | Kilometer zum Ziel | Länge  |
| ------ | ------------------------------- | ------------------- | ------------------ | ------ |
| 7      | Pont-à-Celles – Gouy-lez-Piéton | 103,5               | 120,0              | 1800 m |
| 6      | Artres–Famars                   | 177,5               | 046,0              | 1200 m |
| 5      | Quérénaing–Verchain-Maugré      | 183,0               | 040,5              | 1600 m |
| 4      | Verchain-Maugré–Saulzoir        | 187,5               | 036,0              | 1200 m |
| 3      | Saint-Python                    | 197,5               | 026,0              | 1500 m |
| 2      | Fontaine-au-Tertre – Quiévy     | 200,0               | 023,5              | 3700 m |
| 1      | Avesnes-les-Aubert – Carnières  | 210,5               | 013,0              | 2300 m |

## Punktewertungen
| Zwischensprint in Havay nach 137 km auf 96 m O.P. |                        |                        |         |
| 1.                                                | Belgien                | Thomas De Gendt (LTS)  | 20 Pkt. |
| 2.                                                | Frankreich             | Frédéric Brun (BSE)    | 17 Pkt. |
| 3.                                                | Niederlande            | Lieuwe Westra (AST)    | 15 Pkt. |
| 4.                                                | Frankreich             | Perrig Quéméneur (EUC) | 13 Pkt. |
| 5.                                                | Vereinigtes Konigreich | Mark Cavendish (EQS)   | 11 Pkt. |
| 6.                                                | Frankreich             | Bryan Coquard (EUC)    | 10 Pkt. |
| 7.                                                | Deutschland            | André Greipel (LTS)    | 9 Pkt.  |
| 8.                                                | Slowakei               | Peter Sagan (TCS)      | 8 Pkt.  |
| 9.                                                | Deutschland            | John Degenkolb (TGA)   | 7 Pkt.  |
| 10.                                               | Belgien                | Jens Debusschere (LTS) | 6 Pkt.  |
| 11.                                               | Frankreich             | Angélo Tulik (EUC)     | 5 Pkt.  |
| 12.                                               | Deutschland            | Marcel Sieberg (LTS)   | 4 Pkt.  |
| 13.                                               | Australien             | Mark Renshaw (EQS)     | 3 Pkt.  |
| 14.                                               | Niederlande            | Roy Curvers (TGA)      | 2 Pkt.  |
| 15.                                               | Spanien                | José Herrada (MOV)     | 1 Pkt.  |

| Etappenziel in Cambrai nach 223,5 km auf 63 m |                        |                            |         |
| 1.                                            | Deutschland            | Tony Martin (EQS)          | 30 Pkt. |
| 2.                                            | Deutschland            | John Degenkolb (TGA)       | 25 Pkt. |
| 3.                                            | Slowakei               | Peter Sagan (TCS)          | 22 Pkt. |
| 4.                                            | Belgien                | Greg Van Avermaet (BMC)    | 19 Pkt. |
| 5.                                            | Norwegen               | Edvald Boasson Hagen (MTN) | 17 Pkt. |
| 6.                                            | Frankreich             | Nacer Bouhanni (COF)       | 15 Pkt. |
| 7.                                            | Italien                | Jacopo Guarnieri (KAT)     | 13 Pkt. |
| 8.                                            | Frankreich             | Tony Gallopin (LTS)        | 11 Pkt. |
| 9.                                            | Tschechien             | Zdeněk Štybar (EQS)        | 9 Pkt.  |
| 10.                                           | Frankreich             | Bryan Coquard (EUC)        | 7 Pkt.  |
| 11.                                           | Spanien                | Alejandro Valverde (MOV)   | 6 Pkt.  |
| 12.                                           | Vereinigtes Konigreich | Mark Cavendish (EQS)       | 5 Pkt.  |
| 13.                                           | Kolumbien              | Rigoberto Urán (EQS)       | 4 Pkt.  |
| 14.                                           | Niederlande            | Robert Gesink (TLJ)        | 3 Pkt.  |
| 15.                                           | Italien                | Vincenzo Nibali (AST)      | 2 Pkt.  |

## Aufgaben
- Fabian Cancellara (TFR): nicht zur Etappe angetreten (Sturzfolgen der 3. Etappe)
- Daryl Impey (OGE): nicht zur Etappe angetreten (Sturzfolgen der 3. Etappe)
- Andreas Schillinger (BOA): nicht zur Etappe angetreten (Infekt)